# Штанд за пољупце (филмски серијал)
Штанд за пољупце (енгл. The Kissing Booth) америчка је филмска серија за Netflix. Темељи се на романима Бет Риклс. Радња је усредсређена на Ел Еванс и компликације које настају када почне да излази са старијим братом свог најбољег пријатеља. Серија истражује искуства тинејџера у средњој школи, популарности, забављању и пријатељству.
Иако је добила негативне критике, серија је остварила изузетан успех. Netflix је серију назвао једним од најгледанијих садржаја.

## Филм
| Наслов             | Година | Режија       | Сценарио                  | Продуцент                                                   |
| ------------------ | ------ | ------------ | ------------------------- | ----------------------------------------------------------- |
| Штанд за пољупце   | 2018.  | Винс Марчело | Винс Марчело              | Ед Глаузер, Ендру Кол Булгин, Винс Марсело и Микеле Вајслер |
| Штанд за пољупце 2 | 2020.  | Винс Марчело | Винс Марчело и Џеј Арнолд | Ед Глаузер, Ендру Кол Булгин, Винс Марсело и Микеле Вајслер |
| Штанд за пољупце 3 | 2021.  | Винс Марчело | Винс Марчело и Џеј Арнолд | Ед Глаузер, Ендру Кол Булгин, Винс Марсело и Микеле Вајслер |

## Улоге
| Ел Еванс      | Џои Кинг       | Џои Кинг               | Џои Кинг               |
| Ноа Флин      | Џејкоб Елорди  | Џејкоб Елорди          | Џејкоб Елорди          |
| Ли Флин       | Џоел кортни    | Џоел кортни            | Џоел кортни            |
| Мајк Еванс    | Стивен Џенингс | Стивен Џенингс         | Стивен Џенингс         |
| Бред Еванс    | Карсон Вајт    | Карсон Вајт            | Карсон Вајт            |
| Сара Флин     | Моли Рингвалд  | Моли Рингвалд          | Моли Рингвалд          |
| господин Флин | Морн Висер     | Морн Висер             | Морн Висер             |
| Рејчел        | Меган Јанг     | Меган Јанг             | Меган Јанг             |
| Марко Пена    |                | Тејлор Захар Перез     | Тејлор Захар Перез     |
| Клои Винтроп  |                | Мејси Ричардсон Селерс | Мејси Ричардсон Селерс |